# Estação Sainte-Catherine
Saint-Catherine (fr) ou Sint-Katelijne (nl) é uma estação das linhas 1 e 4 (antigas 1A e 1B) do Metro de Bruxelas.